# Jean-Charles Monnier
Jean-Charles Monnier (Cavaillon, 22 marzo 1758 – Parigi, 29 gennaio 1816) è stato un generale francese.

## Biografia
Monnier si arruolò volontario nella Guardia nazionale nel 1789, e vi rimase fino al 1792, allorché fu nominato luogotenente nel 7º reggimento di fanteria e poi distaccato allo Stato Maggiore a Parigi. Prese parte alla Campagna d'Italia nell'ambito della Prima coalizione e si distinse a Rivoli (14 - 15 gennaio 1797) e in Tirolo. Dopo il Trattato di Campoformio (17 ottobre 1797), fu nominato comandante di Ancona. Prese poi parte alla spedizione contro il Regno di Napoli partecipando alla conquista di Civitella del Tronto e di Pescara, ma fu ferito negli scontri al Ponte della Maddalena a Napoli. Ritornato ad Ancona, in un primo tempo respinse, coadiuvato da Pino, gli insorgenti guidati da Lahoz Ortiz (maggio-ottobre 1799); in seguito si arrese ottenendo l'onore delle armi. Preso prigioniero, fu scambiato con il generale austriaco Lusignano.
Il 18 brumaio Monnier fu nominato generale e posto a capo di una divisione della riserva dell'Armata d'Italia. Il 31 maggio 1800 Monnier attraversò il Ticino a Turbigo e mosse alla volta di Milano. Posto agli ordini di Desaix prese parte alla Battaglia di Marengo (14 giugno 1800). In un primo tempo dovette subire la preponderante cavalleria austriaca a Castelceriolo e fu costretto al ritiro; tuttavia, dopo aver ricevuto da Desaix l'ordine di avanzare, riconquistò le precedenti posizioni a Castelceriolo e inseguì infine il nemico fino alla Bormida. Ha operato più tardi in Toscana occupando fra l'altro Arezzo. Nonostante il valore (il suo è uno dei nomi incisi sotto l'Arco di Trionfo di Parigi), durante l'Impero, a cui fu apertamente molto ostile, non fu più utilizzato.
Richiamato in servizio da Luigi XVIII il 12 giugno 1814, fu fatto Cavaliere di San Luigi durante i Cento giorni. Avversario di Napoleone nel 1815, gli fu affidato il comando dell'esercito reale francese del sud sotto il Duca d'Angoulême; ritornò in Francia dopo la Battaglia di Waterloo (18 giugno 1815). Poco dopo, il 17 agosto 1815, fu creato Conte. Pari di Francia, votò a favore della condanna a morte del maresciallo Ney (6 dicembre 1815) e morì dopo poco più di un mese a causa di un ictus.